# Густав Крукенберг
Густав Александер Петер Крукенберг (нім. Gustav Krukenberg; 8 березня 1888, Бонн — 23 жовтня 1980, Бонн) — німецький воєначальник, бригадефюрер СС і генерал-майор військ СС, командир 11-ї танково-гренадерської і 33-ї гренадерської дивізії СС.

## Біографія

### Перша світова війна
Народився 8 березня 1888 року в Бонні. Батько — Георг Крукенберг, викладач Боннського університету. Мати — Елізабет Крукенберг-Конце, письменниця і суфражистка, дочка археолога Александера Конце. Закінчив юридичний факультет Боннського університету, ставши доктором юридичних наук. У 1907 році був призваний в армію, де отримав звання фенріха. У 1912 році одружився. Під час Першої світової війни Густав служив ад'ютантом і артилерійським офіцером. У 1918 році закінчив офіцерські курси в Седані при Генеральному штабі і отримав звання гауптмана Генерального штабу.

### Міжвоєнні роки
Після Першої світової війни Крукенберг працював секретарем в Міністерстві закордонних справ і деякий час керівником в промисловості. Був членом Ради Імперської федерації німецької промисловості. У 1926 році Крукенберг організував Німецько-французький дослідницький комітет в Парижі, який займався проблемами підприємництва, гуманітарними науками, управління і журналістики. Також він був членом Товариства вивчення фашизму. У 1932 році вступив в НСДАП (партквиток №1 067 635) і після приходу Адольфа Гітлера до влади Крукенберг був направлений працювати в Імперське міністерство пропаганди на посаду радіокомісара. З 30 травня 1933 року — член СС (посвідчення №116 686). У 1932-1933 роках — член СА.

### Друга світова війна
Після початку Другої світової війни Крукенберг був мобілізований як майор вермахту і направлений в Генеральний штаб в Нідерландах і Парижі. У 1943 році очолив Штаб інспектора економіки «Центр» в Білорусі, а в грудні переведений у війська СС. У січні 1944 року призначений начальником штабу 5-го гірського корпусу СС. У травні 1944 року призначений начальником штабу 6-го корпусу СС і спрямований як офіцер СС в рейхскомісаріат Остланд.
Завдяки своєму знанню французької мови і доброму знанню плану Парижа Крукенберг у вересні 1944 року був призначений інспектором французького відділення військ СС. Фактично він був командиром 33-ї гредарерської дивізії СС «Шарлемань», набраної з французьких колабораціоністів, хоча де-юре цю посаду він отримав після зміщення в лютому 1945 року Едгара Пуа з цієї посади. У квітні 1945 року він брав участь в битві за Берлін, де взяв на себе командування 11-ї танково-гренадерською дивізії СС «Нордланд», укомплектованої скандинавами.

#### Берлінська битва
В ніч з 23 на 24 квітня 1945 Крукенберг отримав повідомлення від штаб-квартири групи армій «Вістула» і терміново вирушив до Берліна з усіма своїми силами. Крукенберг повідомив своїм підлеглим про критичну ситуацію в місті і запросив групу добровольців: незважаючи на гігантську кількість бажаючих, усіх він не міг взяти, тому разом з гауптштурмфюрером Анрі-Жозефом Фене вибрав стільки, скільки міг вмістити весь його транспорт. 24 квітня 1945 о 22:00 він привів залишки військ до Берліна .
25 квітня Крукенберг був прийнятий генералом Гельмутом Вейдлінгом, який командував сектором C гарнізону міста, куди входила 11-а дивізія СС «Нордланд». Її командир Йоахім Циглер був знятий з командної посади в той же день. Прибуття французьких добровольців повинно було допомогти дивізії «Нордланд»: від її полків «Норвегія» і «Данія» фактично нічого не залишилося за останні дні боїв.
26 квітня радянські війська вже були в районі Нойкельн, і Крукенберг став готуватися до оборони на Германнплатц і створювати шлях для відступу. Він перемістив свою штаб-квартиру в будівлю опери. 27 квітня Крукенбергу довелося відступати і перебазувати штаб-квартиру в вагон станції метро Штадтмітте в секторі Z (центр Берліна). Французькими добровольцями з 108 радянських танків було підбито близько половини в центральному окрузі Берліна. 29 квітня 1945 року Крукенберг, приголомшений хоробрістю французьких добровольців, особисто нагородив унтершарфюрера Ежена Вало Лицарським хрестом Залізного хреста.
Багатьма істориками вважається, що 1 травня 1945 року Крукенберг наказав саперам обрушити тунель S-Bahn і затопити берлінське метро, пішовши на крайні заходи для порятунку міста. Однак цього немає достатніх доказів: можливо, що метро було затоплено після чергового артилерійського обстрілу або авіанальоту. В тунелях метро розташовувалися польові госпіталі, бомбосховища і склади із запасами для солдатів. Оскільки там було занадто багато людей, деякі історики сумніваються, що Крукенберг міг піти на таке.
Смерть Адольфа Гітлера і взяття Рейхстагу радянськими військами змусили Крукенберга фактично розпустити своїх підлеглих: вони відразу ж приєдналися до загону Циглера з «Нордланд» і в ніч з 1 на 2 травня 1945 після артобстрілу майже всі були вбиті (Циглер помер від поранень наступного дня). Сам Крукенберг сховався в окрузі Далем, звідки вибрався лише 12 травня 1945 року після повідомлення про капітуляцію Німеччини. Відразу ж він здався радянської влади.

### Після війни
Суд СРСР визнав Крукенберга винним в злочинах проти цивільного населення СРСР (особливо єврейського). Крукенберг, який не був фанатичним нацистом, не критикував винищення євреїв. Суд засудив його до 25 років позбавлення волі. Тільки в 1956 році після візиту Конрада Аденауера в СРСР і так званої «Аденауерівської амністії» Крукенберг був звільнений. Після війни він вступив в Асоціацію у справах репатріантів, в якій займався питаннями повернення полонених німців з країн-союзників на батьківщину. Особливу увагу Крукенберг приділяв відновленню франко-німецьких відносин.
У повоєнний час Крукенберг відновив зв'язки з генералітетом вермахту, французькими колабораціоністами і колишніми есесівцями, але при цьому намагався не з'являтися в їхньому оточенні, щоб знову не потрапити до в'язниці. Крукенберг одночасно говорив про відродження націонал-соціалізму і про європейське примирення між Сходом і Заходом, внаслідок чого багато хто стверджував, що у нього розвинулася шизофренія. У 1978 році Асоціація колишніх в'язнів концтаборів зажадала негайно скасувати бенкет з нагоди 90-річчя Крукенберга. Діячі націонал-соціалізму в відповідь назвали це черговим проявом параної у представників лівих організацій. Сам Крукенберг відмовився це коментувати. Його збиралися навіть представити до нагородження медаллю Шумана за зміцнення франко-німецьких відносин, але комісія в результаті відмовила в поданні до нагороди, вирішивши, що більшість людей неправильно зрозуміють нагородження подібною медаллю переконаного нациста.
Його двоюрідним братом був Вернер Конце, історик. Онук Густава, Петер Шеттлер, також став істориком.

## Звання
- Лейтенант резерву (1909)
- Лейтенант (1911) — патент від 1 квітня 1909 року.
- Обер-лейтенант (1914/16)
- Гауптман (14 квітня 1918)
- Шарфюрер СС (8 квітня 1934)
- Гауптшарфюрер СС (16 липня 1935)
- Гауптман резерву (1936) — патент від 8 березня 1928 року.
- Унтерштурмфюрер СС (9 листопада 1936)
- Оберштурмфюрер СС (30 січня 1938)
- Майор резерву (1 жовтня 1938)
- Гауптштурмфюрер СС (30 січня 1939)
- Штурмбаннфюрер СС (20 серпня 1940)
- Оберст-лейтенант резерву (1 квітня 1942)
- Оберштурмбаннфюрер СС (1 грудня 1943)
- Оберштурмбаннфюрер резерву військ СС (1 грудня 1943)
- Штандартенфюрер резерву військ СС (20 січня 1944)
- Оберфюрер резерву військ СС (9 травня 1944)
- Оберфюрер СС (22 вересня 1944)
- Бригадефюрер СС і генерал-майор військ СС (23 вересня 1944)

## Нагороди
- Залізний хрест 2-го і 1-го класу
- Орден Фрідріха (Вюртемберг), лицарський хрест з мечами
- Орден дому Саксен-Ернестіне, лицарський хрест 2-го класу з мечами
- Ганзейський Хрест (Гамбург)
- Хрест «За військові заслуги» (Австро-Угорщина) 3-го класу
- Сілезький Орел 2-го ступеня
- Почесний хрест ветерана війни з мечами
- Почесний знак Німецького Червоного Хреста
- Спортивний знак СА в сріблі
- Німецький Олімпійський знак 2-го класу
- Йольський свічник
- Кільце «Мертва голова»
- Почесний кут старих бійців
- Застібка до Залізного хреста
  - 2-го класу (28 липня 1940)
  - 1-го класу (26 жовтня 1944)
- Медаль «За зимову кампанію на Сході 1941/42»
- Хрест Воєнних заслуг 2-го і 1-го класу з мечами (1942)
- Медаль «За вислугу років у НСДАП» в бронзі (10 років)
- Орден Корони короля Звоніміра 1-го класу з дубовим листям (Хорватія)